# Campeonato Panamericano de Béisbol Sub-10 de 2011
El Campeonato Panamericano de Béisbol Sub-10 de 2011 con categoría Infantil A, se disputó en Managua, Nicaragua del 8 al 18 de septiembre de 2011. El oro se lo llevó Colombia segunda vez.

## Equipos participantes
- Brasil
- Ecuador
- El Salvador
- Guatemala
- Honduras
- México
- Nicaragua
- Panamá
- Venezuela

## Resultados
| Posición | Selección   |
| -------- | ----------- |
|          | Venezuela   |
|          | Panamá      |
|          | Nicaragua   |
| 4°       | Brasil      |
| 5°       | México      |
| 6°       | El Salvador |
| 7°       | Honduras    |
| 8°       | Ecuador     |
| 9°       | Guatemala   |